# Oberhütte (Leutenberg)
Oberhütte ist ein Weiler von Leutenberg im Landkreis Saalfeld-Rudolstadt in Thüringen.
Wie dieser Name besagt, handelt es sich um eine Bergbauernsiedlung westlich der Sormitz in naturnaher Umwelt.
Fest steht, dass in Oberhütte eine Leutenberger Kupferhütte stand. Die Arbeiter waren noch Bergbauern.